# 競爭法
競爭法（英語：competition law；在日本又稱為獨佔禁止法，亦被称为反垄断法）是调整在国家规制垄断行为过程中发生的社会关系的法律规范的总称，是一種法律，透過規範企業的反競爭行為，以達成促進或維持市場競爭之目標。競爭法可透過公法或民法程序執行。
在韓國與日本，競爭法禁止某些財團類型。競爭法在許多亞洲的開發中國家（包括印度）裡被認為是一種刺激經濟成長的工具。亦有部分推測，競爭法解決了一些問題，如以色列的貨幣問題，或印尼缺乏有效機構與法規的問題。此外，競爭法促進中國大陸與印尼內部的公平，以及越南的國際整合。
競爭法在美國稱為反托拉斯法，在中國大陸與俄羅斯稱為反壟斷法，在臺灣稱為公平交易法，在香港稱為競爭條例。過去，亦曾在英國與澳洲稱為交易行為法（trade practices law）。現在，澳洲修正交易行為法為競爭與消費者法。
競爭法的歷史可追溯至羅馬帝國時期。市場商人、公會及政府的商業行為總會受到審查，有時還有嚴厲的制裁。直到20世紀，競爭法變得全球化。競爭規範兩個最大且最有影響力的系統為美國反托拉斯法及歐盟競爭法。世界上各個國家與地區的競爭主管機關已形成跨國的支援與執法網路。
現代競爭法歷來於國家層面上演進，以促進與維持主要在國家領土範圍內之市場的競爭。國內競爭法通常不會涵蓋跨國境的商業活動，除非在國家層面上有著重大的影響。國家可能允許在競爭案件上依據效果原則（effects doctrine）的域外管轄。國際競爭的保障由國際競爭協定所管螛。1945年，在採行1947年所訂關稅暨貿易總協定（GATT）之前的協議期間，「國際貿易組織憲章」提出了有限的國際競爭責任。這些責任並沒有被納入GATT之中，但於1994年，GATT多邊談判烏拉圭回合的決議裡，世界貿易組織（WTO）成立了。「建立WTO協定」（Agreement Establishing the WTO）裡包含了一系統有關特定產業內各種跨境競爭議題之有限度的條款。

## 原則
競爭法或反托拉斯法，有3個主要部分：
- 禁止限制企業間自由貿易與競爭之協議或行為。這特別包括由卡特爾造成的對自由貿易之抑制。
- 禁止主導市場的公司濫用其主導力量之行為，或易於導致此類主導地位之反競爭行為。此類行為包括掠奪性訂價、搭售、價格欺詐、拒絕交易等等。
- 監督大型企業的合併與收購，包括部分合資企業。被認為會威脅到競爭過程的交易可被完全禁止，或為「附款」同意，如賦予分離部分合併業務之義務，或提供基礎設備給其他事業，使其能繼續競爭。

競爭法的立法目的與實務管制因不同國家而異。保障消費者利益與確保企業有機會於市場經濟內競爭，通常被視為重要目標。競爭法與放寬市場參進門檻、國家資助與補貼、國有資產私有化及成立獨立產業監理機關等市場導向的供給端政策有著密切關連。近幾十年來，競爭法被視為提供更好公眾服務的一種方法。羅伯特·博克認為，競爭法若因保障沒有效率的競爭者而使得競爭減少，或當法律干預的成本大於消費者利益時，會有不好的影響。

## 歷史

### 羅馬法
競爭法的早期案例可在羅馬法中找到。羅馬共和國於公元前50年左右制訂《Lex Julia de Annona》。為保障糧食貿易，每個直接、故意或暗中阻礙供應船隻的人都會被施以重罰。戴克里先於公元301年制訂一項法規，規定任何違反破壞交易系統（如買斷、隱藏日常用品或使日常用品匱乏）的人都會被判處死刑。公元483年東羅馬帝國皇帝芝諾引入了更多的法規，其中部分成為1322年及1325年佛羅倫斯國內法律的根據。這些法規規定了私有或由皇帝授予的獨占事業之任何商業聯合行為，其財產之沒收與排除。芝諾撤銷所有先前授予的獨占權利。查士丁尼一世隨後通過交由官員管理國家獨占事業之法規。

### 中世紀
在諾曼征服英格蘭前，英國已有控制獨占與限制行為的法規。《末日審判書》中記載，「囤積」（forestalling，於商品進入市場前買斷，再調漲其價格之行為。）是懺悔者愛德華可在英格蘭全境施行財產沒收的行為之一。不過，對公平價格的關切亦導致了對市場直接規範之意圖。在亨利三世時期，公元1266年通過了規範麵包與啤酒價格須對應法訂糧食價格的法規。違反法規的處罰方式包括罰金、頸手枷及浸水刑凳。14世紀的法規將囤積者寫作「壓迫窮人與整個社會者，以及整個國家的敵人」。在爱德華三世期間，公元1349年通過勞工法，規定技師與工人的薪資，並要求商品應以合理價格出售。在既有的處罰之上，法規表示，超額收費的商家必須支付受害一方他所收到的兩倍金額，此一概念於美國反托拉斯法被採用，規範了懲罰性損害賠償。同樣在愛德華三世時期，下列條文禁止了商業聯合行為。
……我們已制定及規定，沒有商家或其他人能夠施行任何會導致檢舉、騷亂、日常用品的減損等任何有關或可能有關之情形的共謀、勾結、杜撰、妄想或私語等邪惡手段。
在歐洲大陸，其競爭原則於商事法開始發展。規範競爭原則法規的例子包括波希米亞的瓦茨拉夫二世於1283年及1305年制定之《constitutiones juris metallici》，規定礦商聯合調高價格的行為是有罪的；佛羅倫斯於1322年及1325年制定的國內法依循芝諾的法規，反對國家獨占；神聖羅馬帝國皇帝查理五世通過法規，「以避免因許多商人與工匠在荷蘭的獨占與不正當契約造成之損失」。1553年，亨利八世重新引入食品的價格管制，以穩定物價，以應對國外食品供應的波動。該法條之內容如下：
將所有此類事物標上特定價格是很辛苦且困難的……（這是必要的，因為）此類食品的價格已多次因為擁有此類食品之業者的貪婪覬覦與胃口，透過重復囤積的行為，提高其售價至超過任何合理或基本之價格，以致對國王的臣民造成了極大的傷害與財產損失。
大約這個時期，代表不同商人與工匠的同業公會開始發展，並享有不受反獨占法律管制之優惠與豁免。這些特權直到1835年公司法制定後才遭廢除。

### 歐洲早期的競爭法

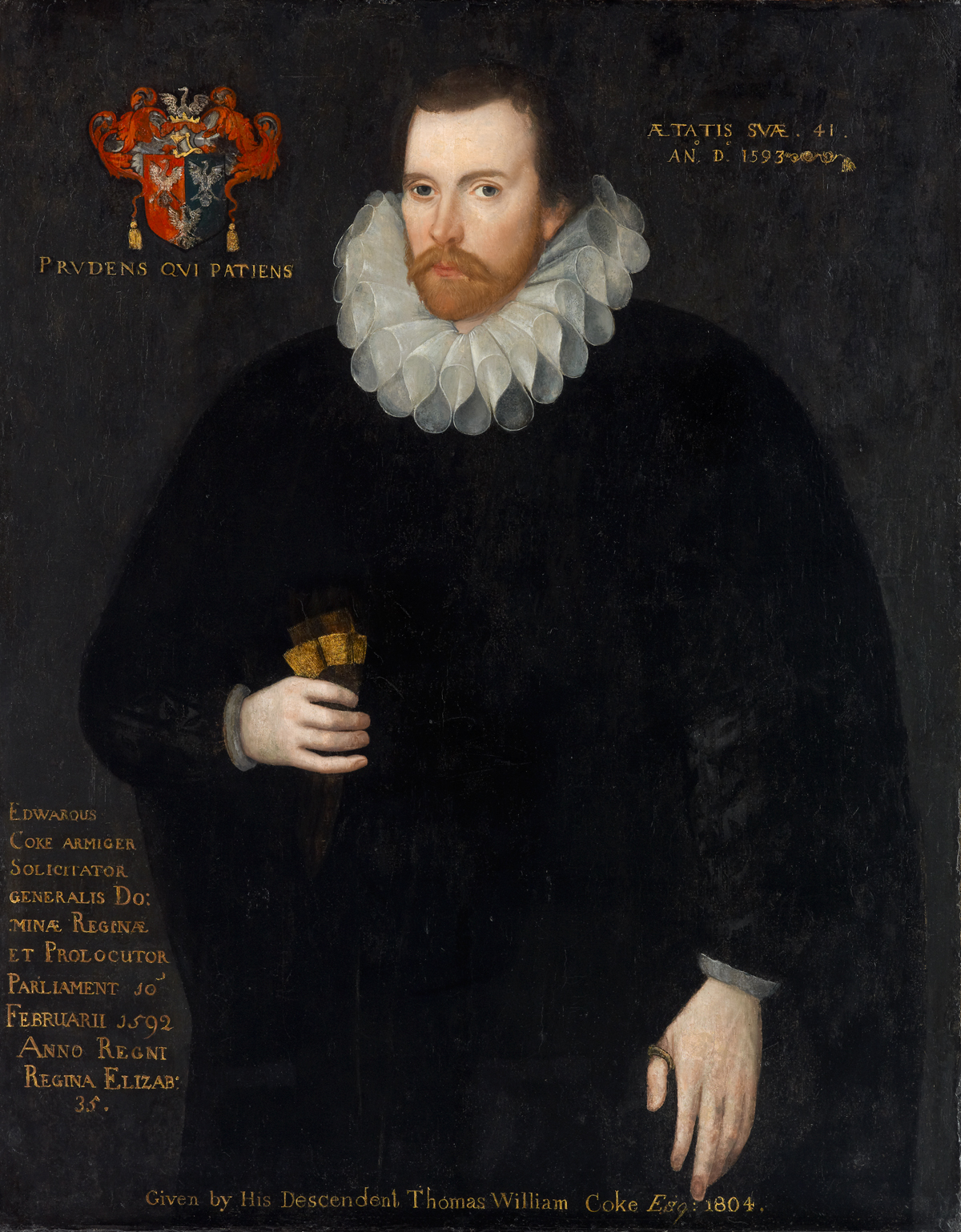
17世紀時，法官愛德華·柯克認為一般對交易之限制都是不合理的。

規範限制交易的英國普通法是稍晚於美國發展的現代競爭法之前身。該法禁止有悖公共政策之商業協議，除非可證明該協議之合理性；有效地禁止了旨在限制他人交易之協議。1414年的一份染工協議是第一份受到英國普通法審查之限制交易協議。染工接受約定，於6個月內不與原告所在城市進行交易，但原告沒有承諾任何回報。在聽到原告試圖強制執行此約定時，Hull J驚呼，「若原告在此，他應該被關進牢裡，直到他繳納罰款為止。」法院否認這項約定具約束力，因為此協議被認為是對交易的限制。英國法院隨後又裁決了一系統的個案，逐漸發展成與競爭相關之個案法，最終轉換為成文法。

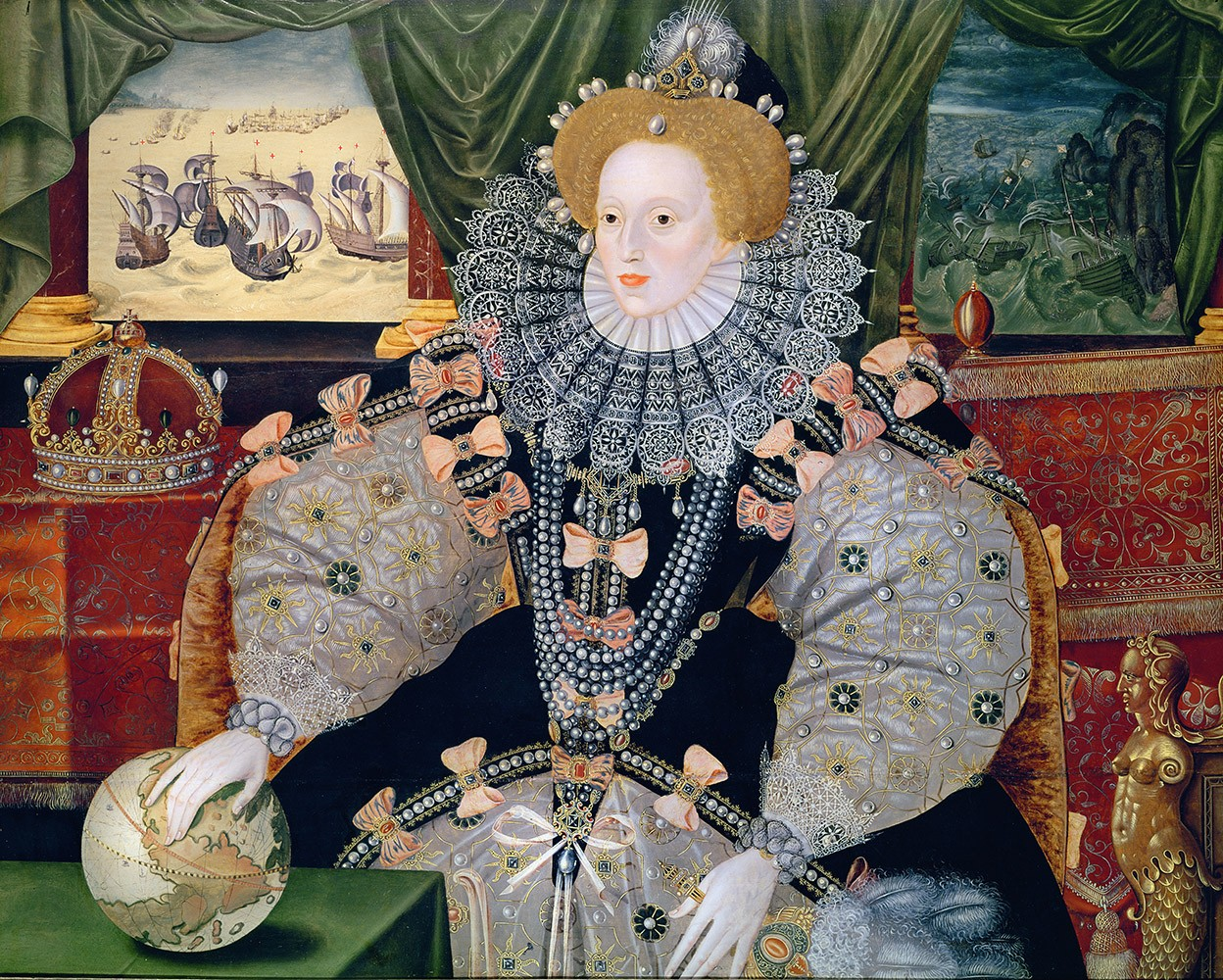
於全球化的初期，女王伊麗莎白一世主張，獨占不應被濫用。

16世紀的歐洲剛開啟了新世界，社會正迅速變動。海外貿易與掠奪，透過國際經濟與商人的積極動作，產生了大量的財富。1561年，工業專賣許可證，類似現代專利的制度被引入了英國。但是，在英國女王伊麗莎白一世統治時期，該制度據說被極為濫用，且只被用來保留特權，而無法鼓勵任何新的創新或製造方式。為此，英國法院發展出有關限制商業行為的個案法。該法令係由達西訴阿萊伊恩案的一致裁決而來。該案中，皇座法庭宣判女王伊麗莎白一世授予達西進口撲克牌到英國的專有權無效。達西是女王家人的官員，要求被告為侵犯其侵利負損害賠償。法院判決該特權無效，且獨占的3個特徵為(1)價格上漲、(2)品質下滑、(3)會讓工匠處於失業與赤窮的狀態。這中止了特許獨占，直到國王詹姆斯一世再次將這些特權授予他人。於1623年，英國議會通過獨占法，將專利權與同業公會很大程度地排除於禁止之外。自國王查理一世，經過內戰至國王查爾斯二世，獨占持續存在，對提高收入特別有用。然後於1684年，在「東印度公司訴桑迪斯案」中，判決只有在國境外的貿易專有權是合法的，因為只有強大的公司能夠在海外的優勢條件下進行貿易。
英國與歐洲早期的競爭法隨著亞當·史密斯（第一個建立了市場經濟這個概念的人）所著《國富論》的擴散而持續發展。同一時期，工業化亦取代了個體工匠或工匠團體，改以支薪勞工與機械化生產代替。商業上的成功逐漸仰賴於在降低成本的同時，最大化其生產。因此，公司的規模變得日益重要，許多歐洲國家亦相繼制定法律，規範大型公司限制交易的行為。自1789年法國大革命以來，1791年6月14日至17日頒布的法律規定，由同類交易間的成員所簽訂之，用來訂定產業或勞工價格的協議是無效的、違反憲法的，且是對自由的敵視。同樣地，1852年奧地利刑法典亦規定，「協議......用來提高商品價格......不利於公共利益者應處予輕罪。」奧地利於1870年通過的法律廢止了其處罰，只是此類協議仍然無效。不過，德國法律明確承認公司間提高價格的協議是有效的。經過18及19世紀，具有主導地位之私有公司或法定獨占會限制交易的這個想法逐漸在歐洲發展開來。然而，在19世紀後期，漫佈於全歐洲的經濟衰退（被稱為1873年經濟恐慌），使得競爭的概念變得不受重視，且感覺公司須合作形成卡特爾，以承受價格與利潤上的巨大壓力。

## 現代競爭法
在歐洲的競爭法規發展於19世紀後期停滯不前的同時，加拿大於1889年制定了被認為是近代首次的競爭法規。《為防止與制止形成限制貿易組合之法案》（The Act for the Prevention and Suppression of Combinations formed in restraint of Trade）於美國制定最有名的競爭成文法（1890年休曼法案）的前一年通過。休曼法案以參議員約翰·舍曼為名，他認為該法案「不宣告新的法律原則，而是適用舊有與一般公認的普通法原則。」

### 美國的反托拉斯法

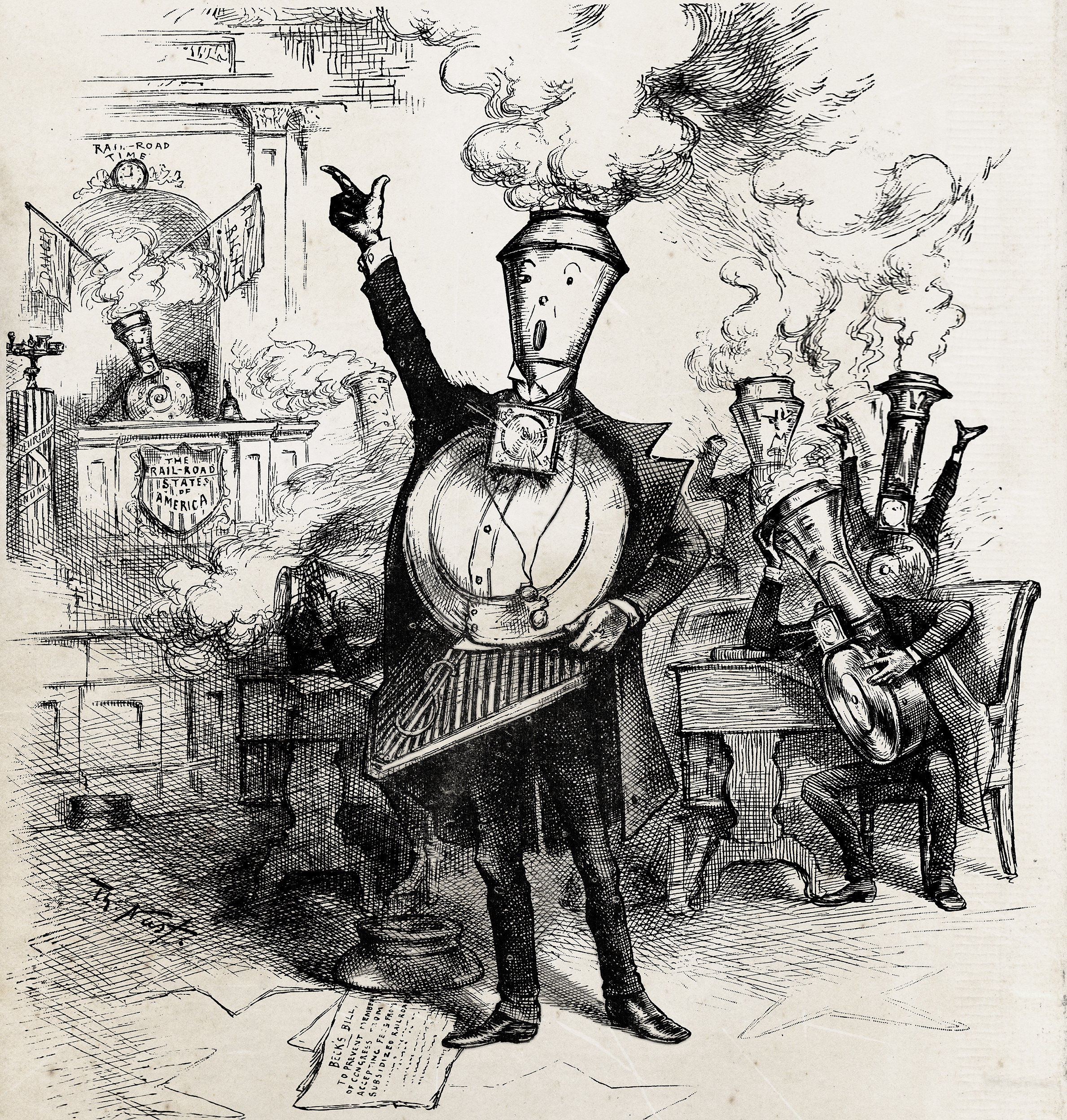
參議院火車頭車庫（Senatorial Round House），托馬斯·納斯特於1886年所繪。

1890年休曼法案試圖禁止大型公司所為之限制競爭行為，這些公司與競爭對手合作訂定產出、價格與市占，一開始透過「合資」，然後透過「信託基金」。信託基金最先出現於美國的鐵路產業，建設鐵路所需的資本阻礙了於少數修建的土地上之競爭服務。此一信託基金讓鐵路公司可以依提供給消費者與企業的服務差別定價，以摧毀潛在的競爭對手。不同的信託基金可以在不同的產業裡占居主導地位。標準石油公司信托基金於1880年代控制了許多市場，包括燃料油、鉛礦與威士忌的市場。廣大的公民開始充分瞭解並公開關心這些信託基金如何對他們產生不良影響，法案成為兩個主要政黨的優先事項。該法案的主要關注焦點在於，競爭市場本身應能提供對價格、產出、利益與利間的大部分調控機能。相對地，該法禁止反競爭行為，將普通法對交易原理的限制編入法典。教授魯道夫·裴瑞茲（Rudolph Peritz）表示，美國競爭法已演化成兩個有時會互衝突的競爭概念：第一個為個人自由，不受政府干預，第二個為免於過度經濟力量的公平競爭環境。自休曼法案制定以來，競爭法的施行會基於政府所採取的各種不同經濟理論而定。
休曼法案第1條宣稱「所有以信託基金或其他形式或共謀，為在數州間或與國外限制貿易或商業行為之合約」均是非法的。第2條禁止獨占，或試圖及共謀獨占。自1890年制定以來，美國法院將這些原則適用於各產業與市場上。一開始，法院適用該法案並無一致的經濟分析基礎，直到1914年克萊頓反托拉斯法的施行為止。該法具體禁止排他性買賣協議，尤其是搭售協議與聯鎖董事會，以及透過購買股票達成的合併。自1915年起，「合理原則」（rule of reason）分析開始頻繁被法院適用於競爭案件上。不過，這一時期幾乎沒有在執行競爭法。從1936年至1972年間，法院對競爭法的應用以哈佛學派的「結構-行為-績效模式」為主。從1973年至1991年間，反托拉斯法的施行在芝加哥學派變成主流後，以效率解釋為其基礎，以及透過法官羅伯特·博克所著《反托拉斯悖論》（The Antitrust Paradox）等法律著作。自1992年開始，賽局理論開始經常被用於反托拉斯案件中。

### 歐盟法律
競爭法於第一次與第二次世界大戰間在歐洲重新得到了認可，德國於1923年頒布第一部反卡特爾法，瑞典與挪威亦分別於1925年及1926年施行類似的法律。不過，1929年的經濟大蕭條時，競爭法自歐洲消失，並直到第二次世界大戰後才復活。英國與德國在美國的壓力之下，成為歐洲第一個採取完全成熟的競爭法之國家。在區域層面上，歐盟競爭法的起源為法國、意大利、比利時、荷蘭、盧森堡與德國間於1951年簽訂的歐洲煤鋼共同體（ECSC）協議。該協議的目的是為防止歐洲重新建立在煤礦及鐵礦生產之主導地位，因為這些國家認為此一主導地位為世界大戰的爆發作出了貢獻。該協議第65條禁止卡特爾，第66條規定公司的集中化，或合併，及主導地位之濫用。這是第一次競爭法原則被包含於多邊協議區域協議中，並建立起跨歐洲的競爭法模型。1957年，競爭規則被包含於創建歐洲經濟共同體的羅馬條約內。羅馬條約通過以制定競爭法作為歐洲經濟共同體的主要目標之一，透過「確保共同市場內競爭不會扭曲的系統之制度」。歐盟與企業競爭法有關的兩個核心條款規定於第85條（除部分例外，禁止反競爭協議）及第86條（禁止濫用主導地位）。該條約亦確立了各會員國競爭法的原則，第90條涵蓋了公用事業，第92條則制定了有關國家補助的規定。合併的規範並沒有包含在內，因為各會員國當時未能在此議題上達成共識。
今日，里斯本條約第101(1)條規定禁止反競爭協議，包括價格操作。依據第101(2)條，任何此類協議均自動無效。第101(3)條規定當勾結是為了銷售或技術創新，給予消費者獲利的「公平份額」，以及不包括會減損任何地方競爭之風險等不合理限制（或符合比例原則等歐盟法一般原則）時，允許其例外。第102條禁止濫用支配地位，如價格歧視及排他性交易。第102條允許歐洲理事會立法管制企業間的合併（現行法規為139/4004/EC法規）。一般測試為在歐盟層級（如影響許多歐盟會員國）上，集中化（如合併或收購）是否會重嚴影響有效競爭。第106條及第107條賦予會員國有權提供不會被阻斷之公眾服務，但在其他方面，公共企業必須與一般企業一樣適用相同的競爭原則。第107條規定了國家不得為補助私有組織，而扭曲自由競爭之一般規則，並排除慈善機構、區域發展目標，及自然災害等例外情形。

### 印度
印度在其經濟自由化的過程中，開放其市場，並去除管制，作出了積極的回應。為增加該國的經濟效率，印度政府認知到現在已是自由化、私有化及全球化的時代。結果，印度市場面對來自國家內部與外部的競爭。這使得立法規定商業事務的分配正義極為迫切，並於2002年通過了競爭法案。印度競爭法的歷史可追溯至1960年代，當時的競爭法名稱為「獨占與限制交易行為法」，制定於1969年。但在1991年經濟改革之後，該法被認為在許多方面都已過時，因此於2002年通過新的競爭法，並於2003年施行。印度競爭委員會是一個准司法機關，為執行競爭法而成立。

### 中華人民共和國
2008年8月1日，《中华人民共和国反垄断法》正式实施。

### 香港
2015年12月14日《競爭條例》正式全面生效，由競爭事務委員會管理。

### 中華民國
1991年1月《公平交易法》公布。1992年中華民國公平交易委員會成立。
2002年2月6日《企業併購法》公布。主管單位為中華民國經濟部。

### 國際擴張
至2008年，已有111個國家制定了競爭法，超過人口超過8萬人之國家的50%。其中有81個國家是在過去20年間施行競爭法，意指隨著蘇聯解體與歐盟的擴張，競爭法也隨之擴張。目前，許多國家的競爭主管機關之間在日常工作的執法上密切合作，亦會進行資訊與證據的相互共享。

## 執法

在WTO會員國（綠色部分）對競爭法應否成為協定之一部分，存在許多爭議。

在國家層面，競爭法是透過競爭主管機關來施行，也有透過民事強制執行。美國最高法院解釋：
每一件違反反托拉斯法的案件都是對國家所設想的自由企業系統之打擊。該系統依靠激烈的競爭，以維持其健康與活力；而激烈的競爭則依靠著對反托拉斯法的遵守。在制定這些法律時，國會有許多種處罰違法者之方法可供選擇。例如，要求違法者賠償聯邦、州及地方政府，他們因違反法律預估所造成之經濟損失。不過，這項方案沒有被選中。相對地，國會選擇了，允許所有起訴的人，都可以獲得他們因被告違反反托拉斯法所造成之業務或財產實際損失的三倍金額賠償。
在歐盟，現代化法規1/2003意味著，歐盟執委會不再是唯一能夠執行歐盟競爭法的機關。這是為了讓與競爭有關之調查能更快得到解決。2005年，執委會發布有關「違反歐盟反托拉斯規則損害賠償」之綠皮書，表示私人對卡特爾提起損害賠償訴訟將更為容易。
一些歐盟會員國以刑事處罰來執行競爭法。此類處罰產生了一些重大的理論、法律與實務上之挑戰。
反托拉斯的執行與立法可看作是一種平衡：
指導原則若是明確的，對法院、主管機關與企業來講就較為具體，但缺少裁量空間，可能會在適用法律時造成意想不到的結果。
指導成則若是概括的，就會讓主管機關在提高經濟成果與屈從財富重分配的政治決策間搖擺。
戰後的哈瓦那憲章第5章包含了一條反托拉斯的條文，但從來沒有納入WTO的前身－1947年的關稅暨貿易總協定裡面過。英國公平交易辦公室主管暨教授李察·域爾斯曾懷疑地寫道，「從現階段的發展來看，WTO不太可能蛻變成一個全球競爭主管機關。」儘管如此，世界貿易組織正在進行中的杜哈回合貿易談判，其談判內容即包括將競爭法執法移到全球層面的指望。雖然不太可能直接執行，新建立的國際競爭網路（ICN）成為各國主管機關協調其執法行動的一種方法。

## 理論

### 古典觀點
根據自由放任（laissez-faire）的原則，競爭被看作是公司相互競爭市場主導地位的一個長期動態過程，因此反托拉斯被認為是不必要的。在一些市場裡，一家公司成功占居主導地位，但這可能是因為出眾的技術或創新。不過，根據自由放任的理論，當該公司試圖利用其獨占地位提高價格時，也為其他業者創造了競爭的有利機會。創造性破壞的過程亦會開始削弱獨占的力量。因此，政府不應該試圖打破獨占，而應讓市場運作。

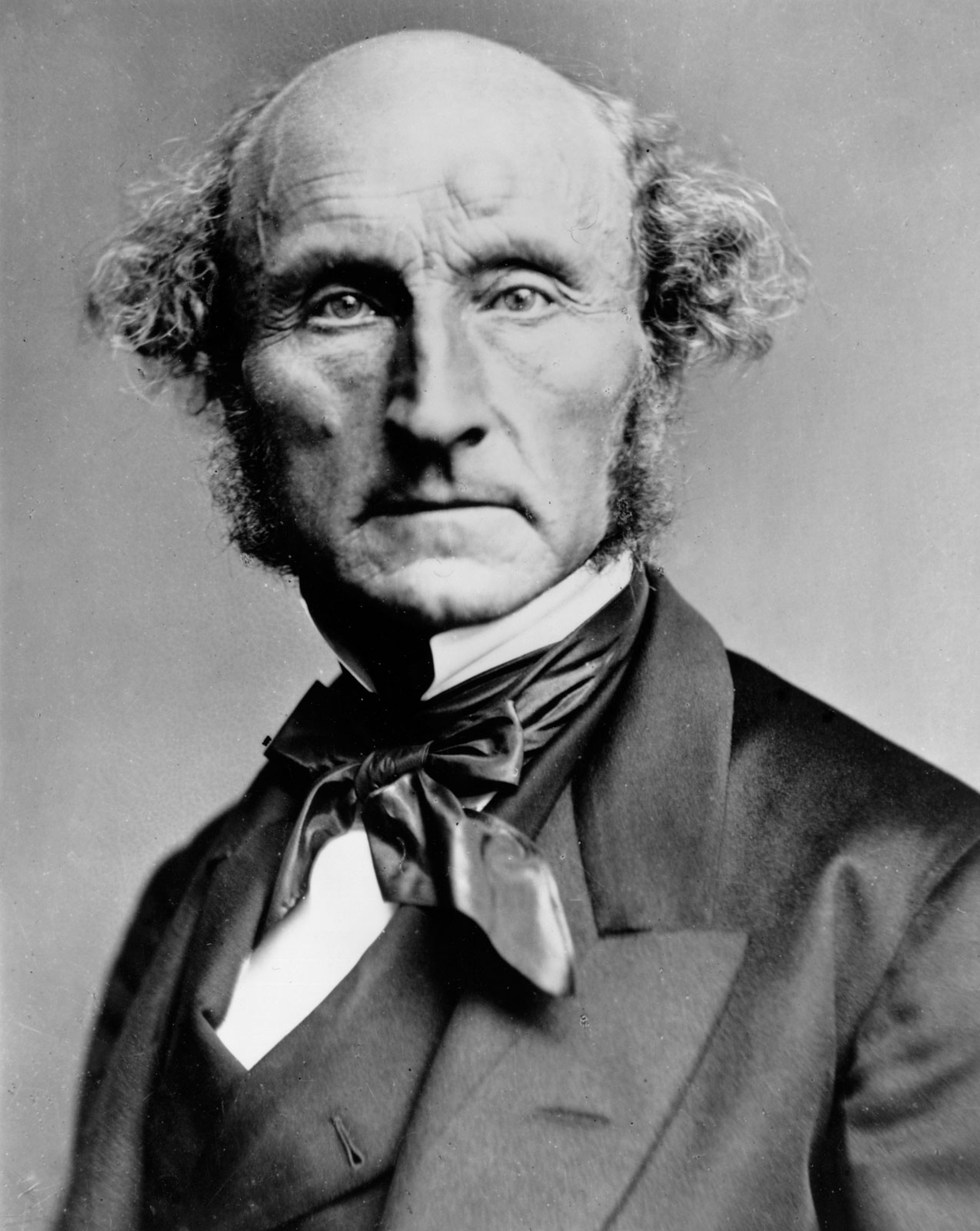
約翰·史都華·彌爾認為限制交易條款可以保障自由與競爭。

競爭的古典觀點認為，某些協議與商業行為可能是對商人維繫其生計之個人自由的不合理限制。限制被判定為是可以的，或不被法院視為在不斷變化的商業環境中出現的新案例。因此，法院發現，特定類型的協議、特定條款，會與經濟公平原則相衝突，而沒有設想到市場力量此一總體概念。早期的理論學家，如亞當·史密斯否定此一基礎上的任何獨占力量。
授予個人或貿易公司的獨占會與擁有貿易或製造上的秘密有相同的效果。獨占者透過維持市場持續無法有充足貨源的狀態，從不提供能滿足需求之供給，以遠高於一般的價格販售其商品，並提高自己的薪酬至遠高於一般水準，無論這些薪酬是來自於薪資或獲利。
在1776年出版的《國富論》裡，亞當·史密斯指出卡特爾的問題，但沒有提出特定法律措施去對抗卡特爾。
同一行業的人極少聚在一起，即便是為了嬉戲娛樂，難免要以共謀對大眾做些秘密勾當，或計畫抬高價格作結。任何為確實阻止此類會面所制定之法律，要可執行，又要符合自由與正義，幾乎是不可能的。不過，雖然法律無法阻擋同一行業的人偶爾聚在一起，但不應該有促進此類聚會的法規；至少，不應使其成為必要。
19世紀後半，大企業已明確成為市場經濟的一個事實。約翰·史都華·彌爾因此於1859年寫下《論自由》一書。
此外，交易是種社會行為。不論是誰販售任何種類之商品給大眾，都會影響其他人，以及一般社會的利益；因此原則上，其行為在社會的管轄範圍之內……讓製造業者與商人完全公平，給需要這些商品的買方有相等的自由去作檢驗，是提供廉價又品質佳之商品的最有效率之方法。這被稱為公平交易原則，有著不同形式的基礎，但都同樣地穩固建立在本書所主張的個人自由原則之下。限制交易或為交易所為之生產，都確實是種限制；而所有的限制，作為限制，都是一種邪惡……

### 新古典綜合學派

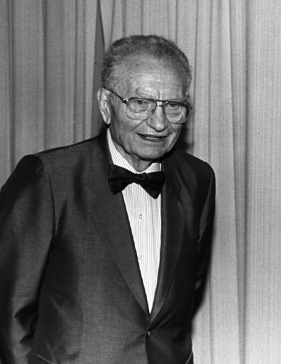
保羅·薩繆爾森，20世紀最暢銷的經濟學教科書之作者，將凱因斯巨總體經濟學理論與數學模型結合。他倡導市場市場經濟的成功，但也支持美國政府的反托拉斯政策。

彌爾之後，經濟理論有了一個轉變，開始強調更精確的理論競爭模型。一個簡單的自由市場新古典模型表示，商品與服務的生產與分配在競爭自由市場裡能使社會福利最大化。此一模型假設新的公司能自由進入市場，並與其他既有公司競爭；用法律語言來說，即不存在進入門檻。依此，經濟學家可以具體地表示，競爭自由市場會具有配置、生產與動態效率。配置效率亦稱為帕雷托效率（以義大利經濟學家維弗雷多·帕累托為名），意指一經濟體的資源以長期來看，可確實地供應給想要且有能力付錢的人。因為理性的生產者會持續生產與販售，且買者會買盡最邊際單位的可能產出，亦即理性的生產者會減少其產出至買者會購買與產出相同數量之邊際，因此沒有浪費。最大數量的人的最大需求得到了滿足，且效益已達到了完美，因為不可能再重新配置，以不讓部分人變糟地使每個人都變得更好；社會已達到了配置效率。生產效率僅指社會可以生產社會所能生產的商品。自由市場會讓努力工作的人得到回報，亦即那些將社會資源投入最有生產力之處的人會得到回報。動態效率為一種概念，認為持續競爭的企業必須研發、創造與創新，以維持其客戶市占。此一概念可追溯至奧地利－美國政治科學家約瑟夫·熊彼特的觀點，即「創造性破壞的常年巨風」會掃過整個資本主義經濟，帶動任市場擺佈的企業。抱持著此一觀點，熊彼特認為獨占不需要被打破（如標準石油），因為經濟創新的下一次巨風即會打破獨占。
與配置、生產與動態效率市場相對的為獨占、寡占與卡特爾。當只有一家或少數公司存在於市場時，任何進入市場與其競爭的公司都不會對其造成威脅，價格會上漲至超過競爭水準，直到獨占或寡占的均衡價格。產量也會下滑，透過產生無謂損失，進一步進低社會福利。此一市場力量的來源可能包括外部性、市場進入門檻及搭便車問題。市場會因為各種理由而失靈，所以若能避免政府失靈，競爭法例外介入「自由放任」原則是合理的。正統經濟學家完全承認，完全競爭在現實世界中幾乎看不到，因此將其目標放在所謂的「可運作競爭」（workable competition）。該理論表示，若無法達到理想，則應使用法律馴服該市場運作，以達成次佳之選擇。

### 芝加哥學派

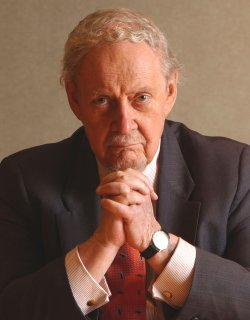
羅伯特·博克

一群經濟學家與律師，他們大多與芝加哥大學有關，提倡用來施行競爭法的一種方法，主張某些原始被認為反競爭的行動實際上會促進競爭。美國最高法院已在最近幾起案件中使用芝加哥學派的方法。芝加哥學派對反托拉斯的一種觀點可在美國巡迴上訴法院法官理察·波斯納的著作《反托拉斯法》（Antitrust Law）與《法律經濟分析》（Economic Analysis of Law）。
羅伯特·博克在一系列的法律評論文章與其著作《反托拉斯悖論》中，極度批評美國法院有關反托拉斯法的判決。博克認為，反托拉斯法與經濟效率的初衷都是為了消費者利益，保護競爭更勝於競爭者。此外，只有少數的行為應該被禁止，即卡特爾式的定價與分割市場，合併以創造獨占，及主導企業的掠奪性訂價；並將在不會傷害消費者的前提下，允許如垂直協議與價格歧視之類的行為。縱觀博克對美國反托拉斯政策的批評，其共同主題為政府對自由市場運作的干涉實際上是弊大於利。博克寫道，「對壞理論的唯一治療方法是更好的理論。」已故哈佛大學法學院教授Philip Areeda主張更積極的反托拉斯政策，在至少一次最高法院的案件中，反駁羅哈特·博克對不干涉的選擇。

### 勾結與卡特爾

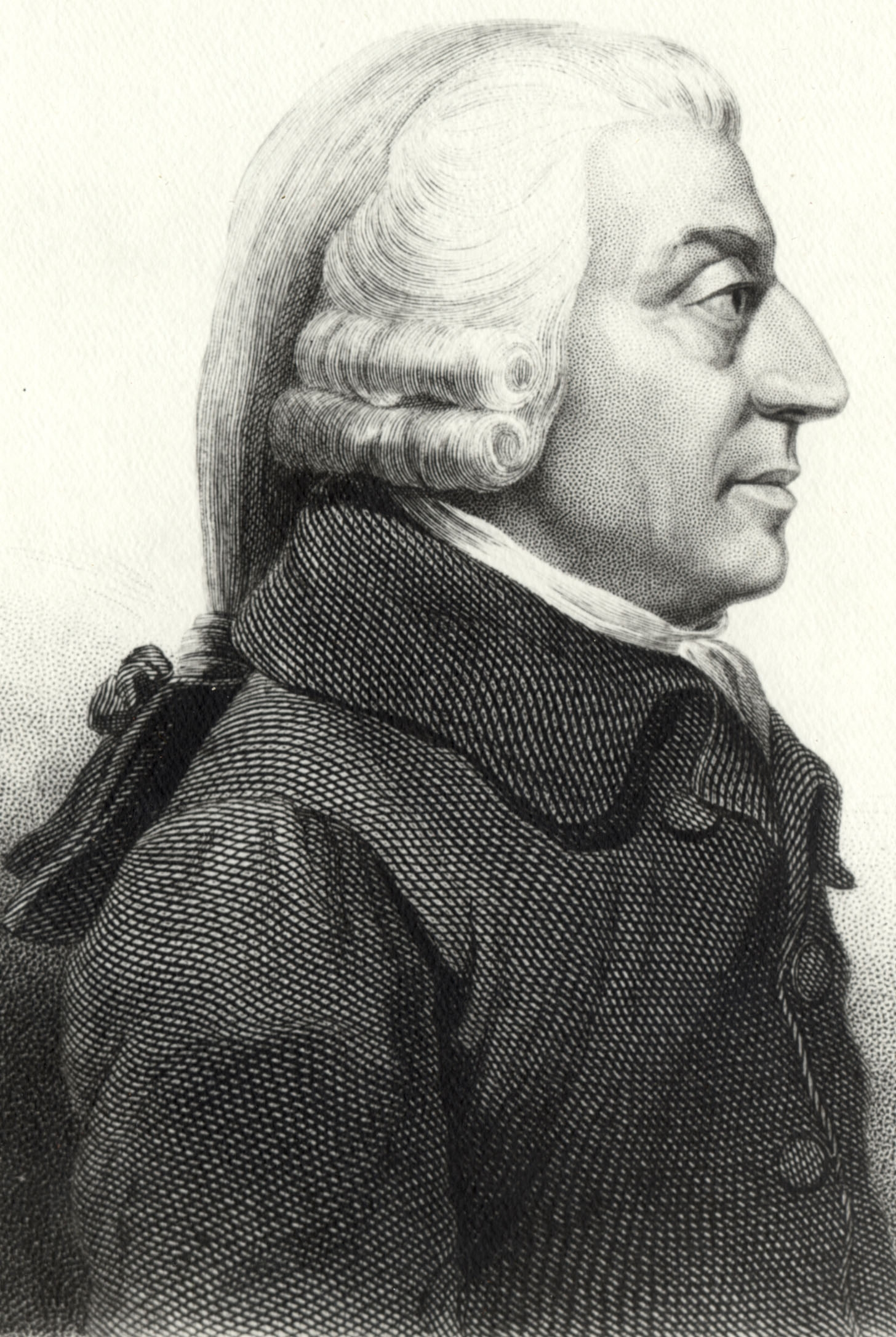
蘇格蘭啟蒙運動哲學家亞當·史密斯是早期卡特爾的敵人。

## 實務

### 支配地位與獨占

經濟學家對因獨占造成之效率無謂損失的描繪。

當公司具有高市占率時，消費者可能須支付比競爭市場的相同商品更高之價格，並得到更差之品質。不過，存在極高的市占率不必然意指消費者就必須付出超額的價格，因為新進入市場的業者之威脅可能會抑制高市占率公司的漲價行為。競爭法並不會說獨占即是違法的，而是需有獨占力量的濫用行為，例如一些排他性的行為。
首先，確認一家公司是否具支配地位是必要的，即該公司是否表現得「在可見的程度上不需理會其競爭對手、客戶，甚至是消費者的行為。」依據歐盟法律，極高的市占率可作為一家公司具支配地位之推定，但可舉反例推翻之。若一家公司具支配地位，則有「特殊義務，不讓其行為傷害一般市場上的競爭」。類似地，對於勾結行為，其市場占有率依相關公司或商品所販售之特定市場來決定。雖然難以窮舉，某些類型的濫用行為通常會被國家法律所禁止。例如，透過拒絕提高支出及升級技術而限制港口運量的行為，可能會被認為是濫用行為。將一商品與另一商品搭售，因而限制消費者選擇與剝奪競爭對手銷路的話，也可能被認為是濫用行為。於「微軟訴執委會案」中，最終微軟因將Windows Media Player放入Microsoft Windows裡可被處以數以百萬美元的罰金。拒絕提供每個企業競爭所需之關鍵設備或原料也會構成濫用行為。商用溶劑公司於抗結核藥物市場裡，被迫繼續提供該藥物的原料給一間名為Zoja的公司。Zoja是該市場裡唯一的競爭者，所以若沒有法院的強制，所有的競爭都將消失。
直接與定價有關的濫用類型包括價格剝削。很難證明具支配地位之公司的價格在哪一點上變成了「剝削」，而此類的濫用行為也很少被發現。但在一個例子裡，法國的葬儀服務被發現要求剝削的價格，這是在與其他地區的葬儀服務價格相比較下所得出之結論。一個更棘手的問題為掠奪性訂價。該行為是將一商品的價格調降至其他較小的競爭對手無法回收其成本的程度，使其最終退出市場。芝加哥學派認為掠奪性訂價是不太可能的。不過，在「法國電信訴執委會案」中，該寬頻網際網路公司被要求為調降其價格至低於其自身之生產成本，而支付百萬美元之罰金。該公司「不可能有興趣採取此類價格，除非是為了減滅競爭對手」，並以交叉補貼的方式來獲取一蓬勃發展之市場的高額市占。最後一類與定價有關之濫用行為是價格歧視。一個例子為，該公司提供出口其沙糖的企業用戶折扣，但沒有給予和該公司在同一市場裡販售其商品之客戶相同的優待。

### 合併與收購
合併與收購從競爭法的角度來看，涉及了經濟力量之集中化。這通常意味著一家公司會買盡另一家公司的股權。國家監督經濟集中化的理由與限制公司濫用其支配地位的理由一樣，只是規範合併與收購是在問題發生前先試著去處理，事前防止市場支配地位的形成。在美國，併購開始於克萊頓法案；在歐盟，則始於併購法規139/2004。競爭法要求公司進行併購前須取得相關政府機關的授權。併購的理論基礎在於，可比在開放市場透過雙邊合約運作節省更多的交易成本。集中化亦能增加規模與範疇經濟。不過，企業通常會利用其增加之市場力量、增加之市占率與減少之競爭對手數量，對消費者取得之交易產生不良的影響。併購控制是在預測市場可能會變得怎麼，而不是在知悉並作出判斷。因此，歐盟法律的核心條款詢問，如併購成功，集中化是否會「嚴重阻礙有效競爭......特別是造成或加強支配地位之結果......」，而在美國的反托拉斯法中也有類似的條款：
沒有人可以直接或間接收購全部或部分股票或其他股本……一人或多人進行商業活動或任何會影響商業之活動的資產，其中……收購此類股票或資產的效果，或使用此類股票進行表決、授予代理等行為，可能會實質減少競爭，或趨向於形成獨占。
實質減少或嚴重阻礙競爭的程度為何通常可透過實證研究來回答。合併公司的市占率可被評估並加總，雖然此類分析只能給出推論，而非結論。赫芬達爾—赫希曼指數（HHI）常被用來計算市場「密度」，或集中度。除了數學裡，考量相關產品與市場技術創新的速度也很重要。更進一步的問題為共同支配地位，即透過「經濟連結」形成的寡占，從而使得新的市場變得更有利於勾結。這與市場的透明化程度有關，因為更集中化的結構意味公司能更容易地配合彼此的行為，不論公司是否互相具有威脅，以及公司是否能不理會其競爭對手與用戶之反應。能進入市場的新公司，以及任何可能遇到的障礙均應納入考量。若合併公司顯示將會形成無競爭的集中化，在美國，這些公司仍能主張其所形成之效率勝過任何損害；在歐盟，法規139/2004第2條亦提到「技術與經濟進步」的類似規定。另一種辯解的方法為，主張被併購的公司即將破產，而併購該公司不會比一定會形成的狀態有更少的競爭。垂直併購在市場上很少被關切，雖然美國在線與時代華納的合併案中，歐盟執委會即命令與競爭對手博德曼的合資企業須先行中止。歐盟主管機關亦於最近開始關注多角化併購的影響，其中企業取得大量的相關產品，但沒有在任一個別市場內具備居於支配地位之市占率。

### 智慧財產權、創新與競爭
競爭法越來越與版權、商標、專利、工業設計權及某些國家會有的商業秘密等智慧財產權交織在一起。一方面，透過施行智慧財產權促進創新，被認為可用來促進競爭；但另一方面，結果可能正好相反。問題在於，透過累積智慧財產權來取得獨占是否合法。在這種情況下，法官必須在優先考量智慧財產權與促進競爭之間作出決定：
- 反托拉斯法是否應給予智慧財產權特殊待遇。
- 智慧財產權是否應在違反反托拉斯法時被撤銷或不予批准。

還有對於反競爭影響與後果的擔憂，因為：
- 協作制定的智慧財產權（有意與無意地）造成了違反反托拉斯法的後果。
- 當此類智慧財產權被接受成為產業標準時，對競爭的進一步之影響。
- 智慧財產權的交叉授權。
- 長期將智慧財產業與商業交易或協議綁在一起，以延伸智慧財產權於超過其法定期限後的市場排他性。exclusiveness of intellectual
- 商業秘密若仍是個秘密，就永遠是個秘密。

一些學者認為以獎勵代替專利可能解決無謂損失的問題。創新者會得到政府或非營利組織提供的獎勵，而不是直接將其賣入市場，如千禧年大獎難題。不過，創新者只會在他們能夠得到與從專利中賺得的相同金額時，才會接受獎勵，這是個難以確認的問題。

## 注記
1. ↑  . 北京: 高等教育出版社. 2022: 234 [2018]. ISBN 978-7-04-050098-1.
2. 1 2 3  .   [2015-08-15]. （原始内容存档于2021-04-14）.
3. 1 2 3  Taylor, Martyn D. . Cambridge University Press. 2006: 1  [2015-08-15]. ISBN 978-0-521-86389-6. （原始内容存档于2015-01-25）.
4. ↑  Cartel Damage Claims (CDC). . http://www.carteldamageclaims.com/.   [23 June 2014]. （原始内容存档于2024-04-12）.
5. ↑  .   [2015-08-15]. （原始内容存档于2020-02-05）.
6. ↑  .   [2015-08-15]. （原始内容存档于2021-10-20）.
7. ↑  Topping, Simon; Tweedale, Patrick. . Transaction Advisors.   [2015-08-15]. ISSN 2329-9134. （原始内容存档于2017-06-23）.
8. ↑  JG Castel, 'The Extraterritorial Effects of Antitrust Laws' (1983) 179 Recueil des Cours 9
9. ↑  Taylor, Martyn D. . Cambridge University Press. 2006: 2  [2015-08-15]. ISBN 978-0-521-86389-6. （原始内容存档于2015-01-25）.
10. ↑  見經濟合作暨發展組織的「Regulation and Sectors （页面存档备份，存于）」 一頁
11. ↑  Bork (1993), p. 56
12. ↑  依據《De La Cure Annone chez le Romains》一書中記載，這時為凱撒的時期。
13. 1 2  Wilberforce (1966) p. 20
14. ↑  Wilberforce (1966) p. 22
15. 1 2 3  Wilberforce (1966) p. 21
16. ↑  Pollock and Maitland, History of English Law Vol. II, 453
17. 1 2  51 & 52 Hen. 3, Stat. 1
18. ↑  51 & 52 Hen. 3, Stat. 6
19. ↑  Wilberforce (1966) p. 23
20. ↑  23 Edw. 3.
21. ↑  27 Edw. 3, Stat. 2, c. 25
22. ↑  25 Hen. 8, c. 2.
23. ↑  「現在的英國普通法已直接通過成為法律，因此成為美國的法官造法。」，Wilberforce (1966) p. 7
24. ↑  (1414) 2 Hen. 5, 5 Pl. 26
25. 1 2  Papadopoulos, Anestis S. . Cambridge University Press. 2010: 7. ISBN 978-0-521-19646-8.
26. ↑  according to William Searle Holdsworth, 4 Holdsworth, 3rd ed., Chap. 4 p. 346
27. ↑  (1602) 11 Co. Rep. 84b
28. ↑  e.g. one John Manley paid  p.a. from 1654 to the Crown for a tender on the "postage of letters both inland and foreign" Wilberforce (1966) p. 18
29. ↑  (1685) 10 St. Tr. 371
30. ↑  Papadopoulos, Anestis S. . Cambridge University Press. 2010: 8–9. ISBN 978-0-521-19646-8.
31. 1 2  Papadopoulos, Anestis S. . Cambridge University Press. 2010: 9–10. ISBN 978-0-521-19646-8.
32. ↑  Papadopoulos, Anestis S. . Cambridge University Press. 2010: 11. ISBN 978-0-521-19646-8.
33. ↑  Papadopoulos, Anestis S. . Cambridge University Press. 2010: 12. ISBN 978-0-521-19646-8.
34. ↑  Papadopoulos, Anestis S. . Cambridge University Press. 2010: 11–12. ISBN 978-0-521-19646-8.
35. ↑  Papadopoulos, Anestis S. . Cambridge University Press. 2010: 12–13. ISBN 978-0-521-19646-8.
36. ↑  Papadopoulos, Anestis S. . Cambridge University Press. 2010: 14. ISBN 978-0-521-19646-8.
37. ↑  Vandenborre, Ingrid; Goetz, Thorsten; Dionnet, Stephane. . Transaction Advisors.   [2015-08-15]. ISSN 2329-9134. （原始内容存档于2017-06-23）.
38. ↑  .   [2015-08-15]. （原始内容存档于2014-01-21）.
39. ↑  Warrier VS, Conflict between Competition Law and Intellectual Property Rights Citation: 2010 (1) LW 2 （页面存档备份，存于） The Lex-Warrier: Online Law Journal, ISSN 2319-8338
40. ↑  . CCI.   [4 January 2013]. （原始内容存档于2021-04-14）.
41. ↑  Papadopoulos, Anestis S. . Cambridge University Press. 2010: 15. ISBN 978-0-521-19646-8.
42. ↑  Marek Martyniszyn, Inter-Agency Evidence Sharing in Competition Law Enforcement （页面存档备份，存于）, 19(1) International Journal of Evidence and Proof 11 (2015)
43. ↑  Hawaii v. Standard Oil Co. of California, 405 U.S. 251 (1972), 262.
44. ↑  .   [2015-08-15]. （原始内容存档于2014-02-17）.
45. ↑  .   [2015-08-15]. （原始内容存档于2013-11-04）.
46. ↑  .   [2022-03-02]. （原始内容存档于2012-05-01）.
47. ↑  Dr Peter Whelan, The Criminalization of European Cartel Enforcement: Theoretical, Legal and Practical Challenges （页面存档备份，存于）, Oxford University Press, 2014
48. ↑  McEwin, R Ian. . University of New South Wales Law Journal. 2003, ((2003) University of New South Wales Law Journal 246)  [2015-08-15]. （原始内容存档于2021-02-25）.
49. ↑  see a speech by Wood, The Internationalisation of Antitrust Law: Options for the Future 3 February 1995, at .   [2007-08-21]. （原始内容存档于2005-02-10）.
50. ↑  Whish (2003) p. 448
51. ↑  see, http://www.internationalcompetitionnetwork.org/ （页面存档备份，存于）
52. ↑  Campbell R. McConnell, Stanley L. Brue. Economics: Principles, Problems, and Policies. McGraw-Hill Professional, 2005. pp. 601–02
53. ↑  Smith (1776) Book I, Chapter 7, para 26
54. ↑  Smith (1776) Book I, Chapter 10 （页面存档备份，存于）, para 82
55. ↑  Mill (1859) Chapter V, para 4
56. ↑  有關反對的意見，請見約翰·加爾布雷斯於1967年所著的《新工業國家》（The New Industrial State）。
57. ↑  Joseph Schumpeter, The Process of Creative Destruction (1942)
58. ↑  Whish (2003), p. 14.
59. ↑  Clark, John M. . American Economic Review. 1940, 30 (2): 241–56. JSTOR 1807048.
60. ↑  c.f. Lipsey, R. G.; Lancaster, Kelvin. . Review of Economic Studies. 1956, 24 (1): 11–32. doi:10.2307/2296233.
61. ↑  Hovenkamp, Herbert. . Michigan Law Review (The Michigan Law Review Association). 1985, 84 (2): 213–84. JSTOR 1289065. doi:10.2307/1289065.
62. ↑  Continental T.V., Inc. v. GTE Sylvania Inc., 433 U.S. 36 (1977); Broadcast Music, Inc. v. Columbia Broadcasting System, Inc., 441 U.S. 1 (1979); National Collegiate Athletic Assn. v. Board of Regents of Univ. of Okla., 468 U.S. 85 (1984); Spectrum Sports, Inc. v. McQuillan, 506 U.S. 447 (1993); State Oil Co. v. Khan, 522 U.S. 3 (1997); Verizon v. Trinko, 540 U.S. 398 (2004); Leegin Creative Leather Products Inc. v. PSKS Inc., 551 U.S. ___ (2007).
63. ↑  Posner, R.  2nd. Chicago: University of Chicago Press. 2001. ISBN 0-226-67576-9.
64. ↑  Posner, R.  7th. Austin, TX: Wolters Kluwer Law & Business. 2007. ISBN 978-0-7355-6354-4.
65. ↑  Bork, Robert H. . New York: Free Press. 1978. ISBN 0-465-00369-9.
66. 1 2  Bork (1978), p. 405.
67. ↑  Bork (1978), p. 406.
68. ↑  Easterbrook, Frank. . Texas Law Review. 1984, 63: 1. ISSN 0040-4411.
69. ↑  Brooke Group v. Williamson, 509 U.S. 209 (1993).
70. ↑  C-27/76 United Brands Continental BV v. Commission [1978] ECR 207
71. ↑  C-85/76 Hoffmann-La Roche & Co AG v. Commission [1979] ECR 461
72. ↑  AKZO [1991]
73. ↑  Michelin [1983]
74. ↑  Continental Can [1973]
75. ↑  Art. 82 (b) Porto di Genova [1991]
76. ↑  Case T-201/04 （页面存档备份，存于） Microsoft v. Commission Order, 22 December 2004
77. ↑  Commercial Solvents [1974]
78. ↑  C-30/87 （页面存档备份，存于） Corinne Bodson v. SA Pompes funèbres des régions libérées [1987] ECR 2479
79. ↑  see, e.g. Posner (1998) p. 332; 「既然可以想像有個會以掠奪性訂價作為合理策略的案例，為何現在判決的案件會如此少見。」
80. ↑  Case T-340/03 France Telecom SA v. Commission
81. ↑  在歐盟，規定於羅馬條約第82(2)c)條裡。
82. ↑  Irish Sugar [1999]
83. ↑  依據歐盟法律，集中化是指「持續性的控制轉變，因為(a)兩個以上原本獨立之企業的合併…(b)收購……若直接或間接控制一家或其他多家企業的部分或一部。 Art. 3(1), Regulation 139/2004, 歐盟併購法規（European Community Merger Regulation）
84. ↑  在 [T-102/96] Gencor Ltd v. Commission [1999] ECR II-753 這個案子裡，歐盟初審法院寫道，併購控制是「為了避免建立會形成或強化支配地位的市場結構，而不需有濫用支配地位之行為。」
85. ↑  執委會通過此法的授權為羅馬條約第83條。
86. ↑  Coase, Ronald H.  (PDF). Economica. November 1937, 4 (16): 386–405  [2007-02-10]. doi:10.1111/j.1468-0335.1937.tb00002.x. （原始内容 (PDF)存档于2007-01-13）.
87. ↑  Art. 2(3) Reg. 129/2005
88. ↑  Clayton Act Section 7, codified at 美國法典第15编 § 第18節
89. ↑  see, for instance para 17, Guidelines on the assessment of horizontal mergers (2004/C 31/03)
90. ↑  C-68/94 France v. Commission [1998] ECR I-1375, para. 219
91. ↑  Italian Flat Glass [1992] ECR ii-1403
92. ↑  T-342/99 Airtours plc v. Commission [2002] ECR II-2585, para 62
93. ↑  Mannesmann, Vallourec and Ilva [1994] CMLR 529, OJ L102 21 April 1994
94. ↑  see the argument put forth in Hovenkamp H (1999) Federal Antitrust Policy: The Law of Competition and Its Practice, 2nd Ed, West Group, St. Paul, Minnesota. Unlike the authorities however, the courts take a dim view of the efficiencies defense.
95. ↑  Kali und Salz AG v. Commission [1975] ECR 499
96. ↑  Time Warner/AOL [2002] 4 CMLR 454, OJ L268
97. ↑  e.g. Guinness/Grand Metropolitan [1997] 5 CMLR 760, OJ L288; Many in the US disapprove of this approach, see W. J. Kolasky, Conglomerate Mergers and Range Effects: It's a long way from Chicago to Brussels 9 November 2001, Address before George Mason University Symposium Washington, DC.
98. ↑   (PDF) (报告). U.S. Department of Justice and Federal Trade Commission. April 2007  [2015-08-15]. （原始内容存档 (PDF)于2009-05-30）.
99. ↑  Suzanne Scotchmer: "Innovation and Incentives" the MIT press, 2004 (Chapter 2).

## 延伸閱讀
- Competition Policy International, ISSN 1554-6853, available at https://web.archive.org/web/20071127034131/http://www.globalcompetitionpolicy.org/
- Elhauge, Einer, Geradin, Damien (2007) Global Competition Law and Economics, ISBN 978-1-84113-465-9
- Faull, Jonathan, Nikpay, Ali (eds) (2007) "Faull & Nikpay : The EC Law of Competition," ISBN 978-0-19-926929-7
- Georg Erber, Georg, Kooths, Stefan, '"Windows Vista: Securing Itself against Competition?'," in: DIW Weekly Report, 2/2007, Vol.3, 7–14.
- Hylton, Keith N., et al., "Antitrust World Reports'," available at https://web.archive.org/web/20080724022203/http://www.antitrustworldwiki.com/
- McChesney, Fred. . David R. Henderson (ed.)  (编).  2nd. Indianapolis: Library of Economics and Liberty. 2008  [2015-08-15]. ISBN 978-0865976658. OCLC 237794267. （原始内容存档于2021-03-23）.

## 參閱
- 消費者保護
- 歐盟競爭法（英语：European Union competition law）
- 《標準石油公司的歷史（英语：The History of the Standard Oil Company）》（書籍）
- 消費者反托拉斯研究協會
- 愛爾蘭競爭法（英语：Irish competition law）
- 各國著作權年限列表
- 相關市場
- 維持轉售價格（日语：再販売価格維持）
- SSNIP（英语：Small but significant and non-transitory increase in price）
- 美國反托拉斯法（英语：United States antitrust law）
- 休曼法案
- 托拉斯
- 不公平競爭
- 無條件基本收入
- 一致性行為(協同行為；concerted action；concerted practice)

## 外部連結
國際
- International Competition Network （页面存档备份，存于）
- Global Competition Forum
- Global Competition Policy
- OECD Competition Home Page （页面存档备份，存于）
- The Role of Competition Law: An Asian Perspective （页面存档备份，存于）

國內
- Australian Competition Law （页面存档备份，存于）
- UK Competition Policy - Introduction and Commentary
- （繁體中文）中華民國《公平交易法》[永久]
- （繁體中文）《競爭條例草案》刊憲 （页面存档备份，存于）
- （繁體中文） 2008年5月- 香港《競爭法詳細建議公眾諮詢文件》PDF文件
- （繁體中文）2008年5月- 香港《跨行業競爭法建議簡報》PPT文件 （页面存档备份，存于）
- （简体中文）《中華人民共和國反不正當競爭法》 （页面存档备份，存于）

評論
- Antitrust Policy As Corporate Welfare
- The Truth About The Robber Barons （页面存档备份，存于）
- Antitrust Laws Harm Consumers and Stifle Competition （页面存档备份，存于）
- Regulation and Monopolies （页面存档备份，存于）
- The Protectionist Roots of Antitrust （页面存档备份，存于）